# غرفة زجاجية
المَشْمَس أو الصُّفَّةُ (ج: صُفَفٌ) أو الغرفة الزجاجية هي مبنى منفصل أو متصل بمبنى آخر كمنزل أو مطعم أو مكتب. تتميز الغرفة بأنها تسمح لمن بالداخل أن يتمتع بالمناظر الطبيعية المحيطة به بينما هو محمى من الأحوال الجوية في الخارج.
تعرف أيضا بالصالون الشمسي، الشرفة الشمسية، غرفة فلوريدا أو الحديقة الشتوية، تحظى هذه الغرف بشعبية كبيرة في الولايات المتحدة، أوروبا، كندا، أستراليا ونيوزلاندا.
في بريطانيا العظمى، استخدمت هذه الغرف بكثرة في الحفلات الموسيقية.
تستخدم هذه الغرف كتطبيق للخلايا الشمسية فتستخدم في التدفئة ومباني للإضاءة.

## التصميم

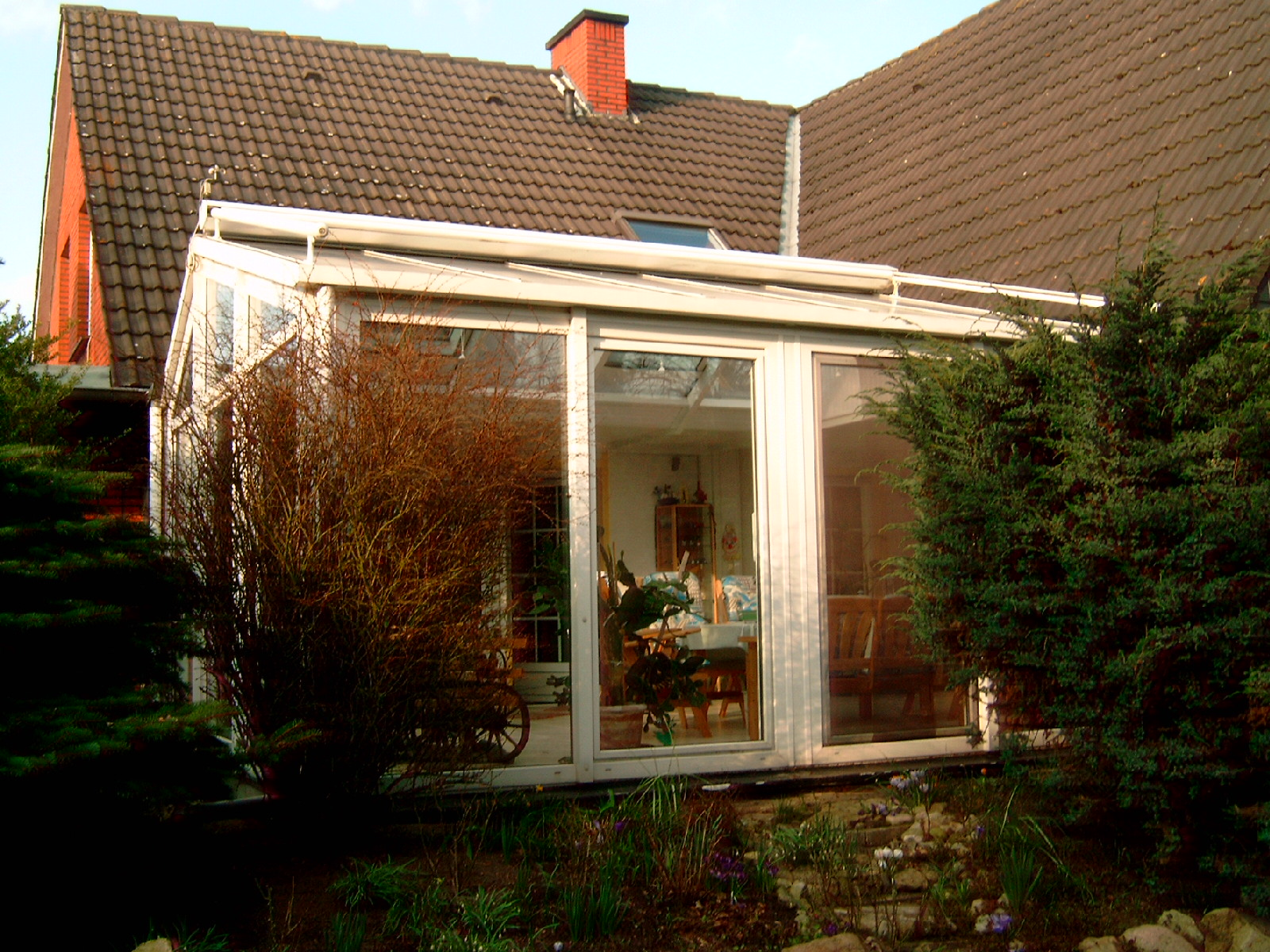
منزل في ألمانيا به غرفة زجاجية وعليها مقياس لسرعة الرياح

قد تكون الغرفة الشمسية في غرفة منفصلة (بالعديد من النوافذ ونظام مناسب للتحكم في المناخ)، أو في غرفة متصلة بمبنى آخر أو تم إنشاؤها بعد إتمام البناء. 

بعض الغرف تستخدم في عرض المناظر الخلابة، بينما تستخدم الباقي في جمع أشعة الشمس للدفء والضوء.

## التكنولوجيا
في ستينات القرن الماضي، اهتمت الشركات بتطوير الغرف الزجاجية لزيادة كفاءتها بأقل الأسعار، ولتكون قابله للتشييد على أسطح المنازل، السفن، أو في أي مكان. كما اهتموا أن تكون الغرف خفيفة الوزن، أن يكون الزجاج جزءاً واحداً ومصنوعة من الألومنيوم.
مع تقدم التكنولوجيا، تم عزل الزجاج باستخدام الفاينيل. وتطوير غرف التحكم في المناخ. وفي الآونة الأخيرةـ تم استخدام ستائر مخصصة تعمل بالكهرباء بأجهزة تحكم عن بعد.